# Welby
Welby és una concentració de població designada pel cens dels Estats Units a l'estat de Colorado. Segons el cens del 2000 tenia 12.973 habitants.

## Demografia
Segons el cens del 2000, Welby tenia 12.973 habitants, 4.614 habitatges, i 3.248 famílies. La densitat de població era de 1.304,4 habitants per km².
Dels 4.614 habitatges en un 36,5% hi vivien nens de menys de 18 anys, en un 49,1% hi vivien parelles casades, en un 15% dones solteres, i en un 29,6% no eren unitats familiars. En el 22,3% dels habitatges hi vivien persones soles el 4,9% de les quals corresponia a persones de 65 anys o més que vivien soles. El nombre mitjà de persones vivint en cada habitatge era de 2,8 i el nombre mitjà de persones que vivien en cada família era de 3,28.
Per edats la població es repartia de la següent manera: un 28,3% tenia menys de 18 anys, un 11,2% entre 18 i 24, un 33,4% entre 25 i 44, un 19,1% de 45 a 60 i un 8% 65 anys o més.
L'edat mediana era de 30 anys. Per cada 100 dones de 18 o més anys hi havia 99,2 homes.
La renda mediana per habitatge era de 41.430 $ i la renda mediana per família de 45.770 $. Els homes tenien una renda mediana de 32.222 $ mentre que les dones 26.057 $. La renda per capita de la població era de 17.002 $. Entorn del 6,1% de les famílies i el 8,5% de la població estaven per davall del llindar de pobresa.

## Poblacions més properes
El següent diagrama mostra les poblacions més properes.